# Novator Partners
Novator Partners LLP es una firma británica de inversión de capital privado, con sede en Londres y propiedad de Thor Björgólfsson de Islandia.

## Activos
La empresa se especializa en inversiones en empresas de mercados emergentes, con énfasis en telecomunicaciones, farmacéutica, juegos sociales, servicios financieros y recursos naturales. Además, Novator Partners opera un fondo de inversión privado y un fondo de oportunidades de crédito.

### Adquisiciones en el sector comunicaciones
- En 2003, Novator Partners adquirió una participación del 70% en la empresa de telecomunicaciones checa České Radiokomunikace por 170 millones de dólares, vendiendo tal participación tres años después por 1334 millones de dólares.[5]
- Novator Partners compró la mayor participación individual en la empresa de telecomunicaciones finlandesa Elisa en 2005, por alrededor de 142 millones de dólares, cual vendió en 2007 por 440 millones de dólares.
- Novator Partners adquirió una participación mayoritaria en la empresa de telecomunicaciones finlandesa Saunalahti.
- Novator Partners compró una participación del 65% en Bulgarian Telecommunications Company (Vivacom) por una suma no revelada. En 2007, la participación fue vendida por 1210 millones de dólares.
- Novator Partners adquirió una gran participación en las telecomunicaciones polacas a través de P4.
- Novator Partners compró una gran participación en la empresa polaca de telecomunicaciones Netia en 2006.[6] Netia opera la segunda red de telefonía fija más grande de Polonia. Netia y Novator Partners anunciaron el desarrollo de una cuarta red móvil en Polonia.[7]
- Novator Partners adquirió una gran participación en Forthnet, un proveedor de servicios de Internet (ISP) griego.
- Exista adquirió el 100% de Nova de Iceland Telecom.
- En 2015, Novator Partners adquirió el 100% de Nextel Chile, hoy WOM Chile.[8]
- En 2020 Novator Partners compró una participación mayoritaria en la empresa de telecomunicaciones Avantel de Colombia. Sin embargo, Novator Partners inicialmente ya había ingresado como una competidora de Avantel, solicitando sus propias licencias de telecomunicaciones, bajo el nombre Partners Telecom Colombia S.A.S..[9] Para adelantar la fusión de Avantel y Partners Telecom Colombia y la puesta en marcha de WOM Colombia, se nombró como gerente general al británico Chris Banister, conocido también como «tío WOM».[10]

### Adquisiciones en el sector financiero
- Una participación del 18,27% en el Economic & Investment Bank (EIBank) de Bulgaria, que anteriormente era 100% propiedad de Tsvetelina Borislavova, la compañera del primer ministro búlgaro Boyko Borisov.[11]

### Adquisiciones en el mundo de los videojuegos
- En 2016, Novator Partners invirtió en Zwift, un juego de spinning y ciclismo de entrenamiento en línea con fondos que alcanzaron los 27 millones de dólares.[12]
- En 2019 Novator Partners, lideró una ronda de financiación de 22,33 millones para desarrollar aún más un juego de simulación de colonia espacial en línea llamado Seed. A Novator Partners se les unió Lego Ventures, la entidad inversora de la marca Lego. Birgir Ragnarson, socio de Novator Partners, fue nombrado presidente de la junta de Klang.[13]
- En agosto de 2019, Lockwood Publishing anunció una ronda de financiación liderada por inversores existentes y nuevos accionistas de Novator Partners. La ronda fue dirigida por el gerente general de CCP Games, Hilmar Veigar Pétursson. No se especificó el monto total de la operación.[14]

### Otras adquisiciones
- En 2007, Novator compró la participación de otros accionistas en Actavis, una empresa farmacéutica islandesa.
  - Actavis adquirió la empresa de medicamentos genéricos Amide Pharmaceutical, con sede en Nueva Jersey, por 500 millones de dólares estadounidenses.[15]
  - Actavis a su vez compró la empresa de investigación india Lotus Laboratories.[16]